# 김영용
김영용(1984년 9월 16일 ~ )은 대한민국의 배우이다.

## 학력
- 성균관대학교 건축학과

## 출연작

### 영화
- 《마지막 휴가》 (2020년) - 삼수생 역
- 《양아치 느와르》 (2018년) - 영민 역
- 《폭력의 법칙: 나쁜 피 두 번째 이야기》 (2016년) - 조성진 역
- 《미쓰 와이프》 (2015년) - 기자 1 역
- 《천사의 숨소리》 (2012년) - 대니 역
- 《꿈은 이루어진다》 (2010년) - 보초 1 역
- 《오디션》 (2009년) - 원준 역

### 드라마
- 《번외수사》 (2020년, OCN)
- 《봉순이: 사랑하면 죽는 여자》 (2016년, 웹드라마)
- 《빛과 그림자》 (2011년, MBC)
- 《미남이시네요》 (2009년, SBS) - 조단 역

### 뮤지컬
- 《피노키오》

### 연극
- 《오아시스 세탁소 습격사건》

### 광고
- 맵피